# Alicent Hightower
Alicent Hightower szereplő George R. R. Martin amerikai író A tűz és jég dala című fantasy regénysorozatában, illetve annak televíziós adaptációjában, a Sárkányok házában.
A Hightower-ház tagja, I. Viserys Targaryen második felesége volt. Otto Hightower lánya, aki I. Jaehaerys Targaryen, I. Viserys és II. Aegon Segítőjeként szolgált.
A Sárkányok háza televíziós sorozatban Olivia Cooke (felnőtt) és Emily Carey (tinédzser) alakítják. A sorozat magyar nyelvű változatában a szereplő állandó szinkronhangjai Mikecz Estilla (felnőtt) és Szász Júlia (tinédzser).

## Története a könyvekben

### Karakterleírás
Tizenöt évesen koránál érettebbnek, tizennyolc évesen okos és szépségesnek írták le. Négy szülés után is karcsú és kecses maradt, mint az első terhessége előtt.

### Fiatal évei

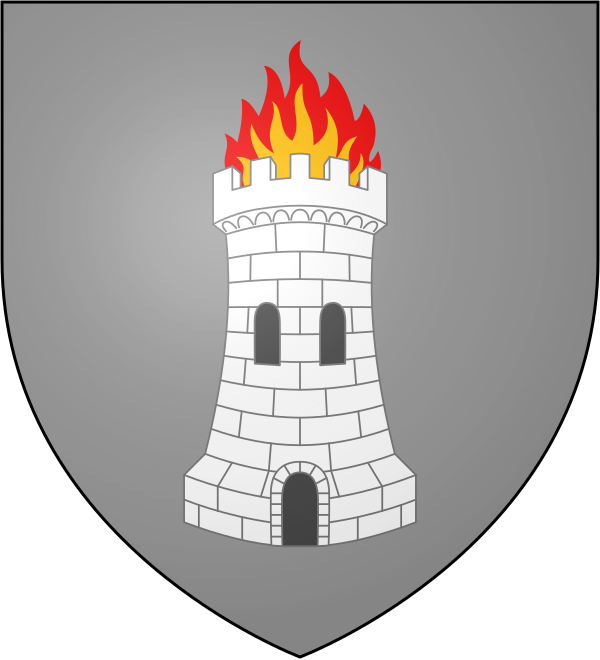
A Hightower-ház címere

H. u. 88-ban született Otto Hightower lányaként. Több testvére volt, köztük Gwayne.
H. u. 101-ben Jaehaerys király uralkodásának utolsó éveiben apját, nevezte ki a király a Segítőjének és vele tartott felesége és gyermekei is a a királyi udvarba. Az erejét és az elméjét lassan elvesztő király egyre többször kényszerült ágyába. Alicent lett az állandó társa, ő etette meg, felolvasott neki, segített neki fürdeni és öltözködni. Jaehaerys gyakran összekeverte lányával, Saera Targaryennel. H. u. 103-ban a király elhunyt saját ágyában, miközben Alicent úrnő felolvasott neki.
Apjával ezt követően is az udvarban maradt, mivel a Király Segítője maradt Jaehaerys unokája és örököse, Viserys király uralkodása kezdetén. Ser Otto legnagyobb riválisa Daemon Targaryen herceg volt, aki a király fivére. Viserys többször is megpróbálta összebékíteni Ser Ottót és Daemont, sikertelenül.

### Házassága
H. u. 105 végén Aemma királyné Maegor Erődjében ágynak esett és meghalt szülés közben, később a Kistanács több tagja is felvetette a királynak, hogy újra kellene házasodnia. A tanács Laena Velaryont tanácsolta, de a király figyelmét Alicent keltette fel, majd bejelentette szándékát, miszerint feleségül veszi. H. u. 106-ban tartották az esküvőt meg, annak ellenére, hogy sokak szerint a Segítő túllépett a hatáskörén, valamint Alicent úrnő erényességét is megkérdőjelezték. Gomba szerint annak idején Alicent úrnő nem csak felolvasni járt Jaehaerys hálószobájába.
Alicent királynő jó kapcsolatot ápolt mostohalányával és gyerekkori barátjával, Rhaenyra Targaryen hercegnővel, addig míg nem születtek gyerekei, és Viserys továbbra is Rhaenyrát nevezte meg örökösének. Rhaenyra és Alicent is a birodalom első hölgye szeretett volna lenni, de csak egyikük lehetett az és gyorsan ellenségekké váltak.
Alicent legnagyobb támogatója saját apja, Ser Otto Hightower volt. H. u. 109-ben a királyné apját Viserys megfosztotta hivatalától, miután újra és újra megpróbálta rábeszélni, hogy változtassa meg végakaratát az örökösödést illetően. Nem maradt a kistanácsban sem, visszatért Óvárosba. A „királyné pártja”, avagy a „zöldek” megmaradtak az udvarban, ezek a befolyásos nemesek Alicent királyné szövetségesei voltak, és támogatták fiainak jogait.
H. u. 111-ben nagy lovagi tornát tartottak Királyvárban az uralkodó és a királyné ötödik házassági évfordulójának tiszteletére. A nyitólakomán a királyné zöld ruhát viselt, míg Rhaenyra hercegnő a Targaryenek fekete-vörösét öltötte magára. Ettől kezdve gyakran csak „zöldeknek” és „feketéknek” nevezték a két párt tagjait. A tornát a feketék nyerték meg, a hercegnő ajándékát viselő Ser Criston Cole révén, aki a zöldek összes bajnokát legyőzte, köztük Alicent két unokatestvérét és öccsét, Ser Gwayne Hightowert.
Daemon herceg miután a Lépőkövekről visszatért hűvösséggel viszonyult Alicent királynéhoz, de rangjának megfelelő tisztelettel kezelte. Gyermekei még hátrébb kényszerítette őt az öröklési sorban ezért megvetette őket, viszont hosszú órákat töltött Rhaenyra hercegnővel.
Amikor Rhaenyra betöltötte a tizenhatot, a kis tanács megfelelő házastársat kezdett számára keresni. Alicent királynén a legidősebb fiát, Aegon herceget jelölte, Rhaenyra féltestvérét. Viserys azzal érvelt, hogy a testvérek soha nem jöttek ki egymással, de Alicent sürgette férjét, hogy ez még inkább ok arra, hogy összeházasodjanak. Viserys visszautasította, mert azt hitte, hogy Alicent csak azért javasolta, hogy saját vére kerüljön a trónra.
H. u. 114-ben Rhaenyra feleségül ment Ser Laenor Velaryonhoz, majd következett a szokásos lovagi torna, amelyen Ser Criston Cole Alicent királyné ajándékát viselve, a zöldek új tagjaként legyőzte minden kihívóját. Alicent királyné nem sokkal ezután felkérte Ser Cristont, hogy legyen az ő személyes testőre.
H. u. 115-ben a zöldek és feketék közötti rivalizálás egyre komolyabbá vált, elért arra a pontra, ahol a királyné és a hercegnő már képtelenek voltak elviselni egymás társaságát. Alicent teherbe esett és világra hozta Viserys harmadik fiát, Daeront, aki magán viselte a Targaryenek vérének jegyeit. Eközben Rhaenyra két fia Jacaerys és Lucerys Velaryon nem hasonlítottak a hercegnő férjére, annál inkább Ser Harwin Strongra. Alicent meg volt győződve arról, hogy a gyerekek apja valójában Ser Harwin volt, Viserys király nem osztotta ezeket a nézeteket.
H. u. 120-ban Hullámtörőn Lucerys herceg és Aemond herceg közötti incidens után, amelyben az utóbbi elvesztette a szemét Alicent királyné követelte, hogy Lucerys az egyik szemével fizessen Aemond szeméért. Viserys király hogy elejét vegye a további konfliktusoknak, és véget vessen a rágalmaknak és vádaskodásoknak, elrendelte, hogy Alicent és fiai térjenek vissza vele az udvarba, Rhaenyra hercegnő pedig maradjon a gyermekeivel Sárkánykőn. Az év utolsó napjaiban szülte meg Rhaenyra új férje, Daemon herceg első fiát, akit Aegonnak nevezett el. Alicent királyné bősz haragra gerjedt, amikor tudomást szerzett róla, mert az ő legidősebb fia is a Hódító nevét viselte.

### A Sárkányok tánca
Aegon hódítása utáni 129. év harmadik holdjának harmadik napján I. Viserys Targaryen király álmában meghalt. Holttestét
egy szolgáló fedezte fel a denevér órájában és azonnal értesítette Alicent királynét, anélkül hogy bárki másnak elmondta volna előtte. Gomba véleménye szerint a királyné a király forralt borába kevert cseppnyi méreggel siettette Viserys halálát, de Gomba ekkor Sárkánykőn szolgálta Rhaenyra hercegnőt. Alicent a király lakosztályába sietett Ser Criston Cole társaságában megbizonyosodni arról, hogy Viserys halott. A királyné megparancsolta a szoba lezárását és őrzését. A holttestet felfedező szolgálót fogságba vették, hogy biztosan ne járhasson el a szája. Ser Criston elküldte a Királyi Testőrség lovagjait a kistanács tagjaiért. A tanács tagjai azt tervezték, hogy Rhaenyra hercegnő helyett Alicent fiát, Aegon herceget koronázzák meg. Aegont királynak kiáltották ki a Sárkányveremben, feleségét és testvérét Helaenát pedig királynénak. Alicent saját koronáját adta át lányának, arcon csókolta, letérdelt a lánya elé, és királynémnak szólította.
Sárkánykőn Rhaenyra is értesült féltestvére koronázásáról, majd őt is megkoronázták. Alicent, Helaena és Orwyle nagymester sürgette Aegont, hogy ajánljon fel nagylelkű feltételeket Rhaenyrának, ha hercegnő elismeri II. Aegont királynak, és meghódol a Vastrón előtt, Aegon megerősíti az igényét Sárkánykőre, és hozzájárul, hogy a sziget és a vár Jacaerys fiára szálljon Rhaenyra halála után. Második fiát, Luceryst Hullámtörő, valamint a Velaryon-ház földjei és tulajdonai örökösévé teszi. Daemon Targaryen hercegtől született fiai, Ifjabb Aegon és Viserys megbecsült helyet kapnak az udvarban, mint a király fegyverhordozója és pohárnoka. Azok a nemes urak és lovagok, akik szövetkeztek vele II. Aegon ellen, bűnbocsánatban részesülnek. Rhaenyra azonban elutasította ezeket a feltételeket.
II. Aegon koronázását követően az özvegy királyné beköltözött a Segítő Tornyába, ahol apja lakot. Helaena királyné minden este, lefekvés előtt
átvitte a gyerekeket nagyanyjukhoz. A Segítő Tornya kevésbé volt biztonságos, mint Maegor Erődje, Vér és Sajt tudta ezt. A falakon át lopódzott be Daemon herceg kér régi barátja, Sajt megkötözte az özvegy királynét, és kipeckelte a száját, amíg Vér megfojtotta a szolgálólányát. Helaena amint belépett a lakosztályba gyermekeivel Vér levágta Jaehaerys herceg fejét, aki Aegon legidősebb fia és örököse volt, bosszúból Rhaenyra fiának, Lucerysnek a haláláért. Helaena királyné megőrült a gyásztól. A király elvette tőle Maelor herceget és az özvegy Alicent királynéra bízta, hogy a sajátjaként nevelje fel.
H. u. 129-ben Alicent királyné a védelmébe vette apját, miután II. Aegon egyre türelmetlenebbül figyelte nagyapja taktikázását, majd Ser Criston Colet választotta új Segítőjének. Alicent bezáratta a város és a vár kapuit, miután a Varjúpihenőnél vívott csata után több ezer kisember kezdett el menekülni a fővárosból.
Királyvár bukása során Alicent királyné vereségét elismerve fejet hajtott Rhaenyra előtt, átadta a vár kulcsait, és utasította katonáit, hogy tegyék le a fegyvert. Testvérét Ser Gwayne Hightowert Ser Luthor Largent ölte meg. Alicent bokáját és csuklóját aranylánccal béklyózták meg, apját és a kistanács összeesküvőtársait árulás miatt lefejezték. Rhaenyra megkímélte az életét az özvegy királynénak és azt mondta neki: „atyám emlékére való tekintettel, aki egykor szeretett téged”.
Rhaenyra megtudta Aemond és Daeron hercegek tervét és ellentámadásba kezdett. Alicent békéért könyörgött és hogy a birodalmat ketté lehetne osztani. Rhaenyra Királyvárat, a koronaföldeket, Északot, Arryn völgyét, a Három Folyó által öntözött földeket és a szigeteket kapná meg. II. Aegon a viharföldek, a nyugat és a Síkvidék, és ezeket Óvárosból uralná. Ezt Rhaenyra megvetően utasította el, majd kijelentette, hogy: „A fiaid udvarom megbecsült tagjai lehettek volna, ha hűségesek maradnak, ám ehelyett el akarták ragadni tőlem születési jogomat, és az ő kezüket szennyezi a fiaim vére”. Alicent válaszul fattyúvérnek nevezte fiai vérét, Rhaenyra feldühödött, és azzal fenyegetőzött, hogyha még egyszer fattyakról beszél, akkor azt a nyelve bánja. Gomba szerint Mysaria úrnő azt javasolta Rhaenyrának, hogy Alicentet és Helaenát egy bordélyba árusítsák ki, ahol minden értük pénzt adó férfi örömét lelhette bennük, ami még kegyetlenebb büntetés, mint a nyelvük kivágása. Gylday hiteltelenné teszi ezt a történetet. Amikor Helaena őrülete öngyilkosságra késztette, és kiugrott az ablakából, Alicent átkokat szórt riválisa fejére. Aemond herceg meghalt az Istenszem tónál Daemon herceggel való harca során. Daeron herceg pedig a második tumbletoni csatában halt meg. Unokája, Maelor herceg pedig Keserűhídnál vesztette életét.
A fővárosban lázadás tört ki és Rhaenyra elmenekült. Ser Perkin, a Bolha saját fegyverhordozóját, a tizenhat éves Trystane-t koronázta királynak. Sárkánykő bukásakor II. Aegon felfalatta Sunfyre-rel Rhaenyrát annak fia, Ifjabb Aegon szeme láttára.
Lord Borros Baratheon a viharföldiek hadával a főváros kapuja elé érkezett és végett vetett a Három király holdfordulójának. Alicent királyné beleegyezett, hogy fia, Aegon király Borros nagyúr legidősebb lányát, Cassandrát veszi nőül, míg Floris nevű lányát Larys Stronghoz adják. Örömmel töltötte el, amikor megtudta, hogy unokája, Jaehaera Targaryen hercegnő biztonságban érte el Viharvéget. Az özvegy királyné nem bízott Corlys Velaryonba, de vonakodva beleegyezett, hogy Ifjabb Aegont adják össze Jaehaera hercegnővel, és kettejüket közösen kiáltsák ki Aegon király örököseinek.
Cregan Stark nagyúr északi serege megérkezett Királyvár ellen, de közben Corlys és Larys szövetkeztek és megmérgezték II. Aegon királyt. A királynét ismét láncra verték, és tömlöcbe vetették a Velaryon katonák.

### III. Aegon uralkodása
Az Aegon hódítása utáni 131. esztendő hetedik holdjának hetedik napján Óváros főseptonja bejelentette Ifjabb Aegon, Rhaenyra királynő és Daemon herceg legidősebb fia és Jaehaera hercegnő, Helaena királynő és II. Aegon király lánya eljegyzését, majd maga tartotta meg az esküvői szertartást. A Farkas órája alatt Lord Cregan Stark halálra ítélte azokat a férfiakat, akik letartóztatták Alicentet. Az özvegy királynő ellenezte Jaehaera házasságát az új királlyal, és hiányzott a szertartásról. Utolsó fia meggyilkolása után Alicent szíve kővé vált. Alicentet ráadásul a kis királyné társaságába sem lehetett engedni, mivel utolsó közös étkezésük során azt javasolta Jaehaerának, hogy vágja el férje torkát alvás közben. Ser Tyland a király Segítőjeként az özvegy királyné elzárására kényszerült annak Maegor Erődjében található lakosztályában.
Alicent élete utolsó évében a lakosztályában maradt. Egyetlen társasága septája, az ételt hozó szolgálók és az ajtaja előtt álló őrök voltak. Örei szerint Alicent ideje nagy részét inkább sírással töltötte. Rabsága vége felé már saját magával társalgott, és erős ellenszenvet érzett a zöld színnel szemben. Utolsó napjaiban Alicent valamelyest visszanyerte elméjét. Utolsó óráiban sokat beszélt Jaehaerys királyról, de egy szót sem ejtett férjéről, Viserys királyról. H. u. 133-ban egy esős éjszakán halt meg a farkasórájában.